# Agustín Cuesta
Agustín Cuesta Aldavert, (Badalona, Cataluña, 3 de julio de 1958) es un exjugador y entrenador de baloncesto español. Con 1.92 de estatura, su puesto natural en la cancha era el de alero. 

## Historial
Como jugador destacó en el histórico equipo badalonés Cotonificio y en el Licor 43 de Santa Coloma. Después de retirarse ha ejercido como entrenador en las categorías inferiores del FC Barcelona. Jugadores como Pau Gasol, Juan Carlos Navarro, Oriol Junyent  o Roberto Dueñas han pasado por sus manos.